# Amphibisches Brücken- und Übersetzfahrzeug M2

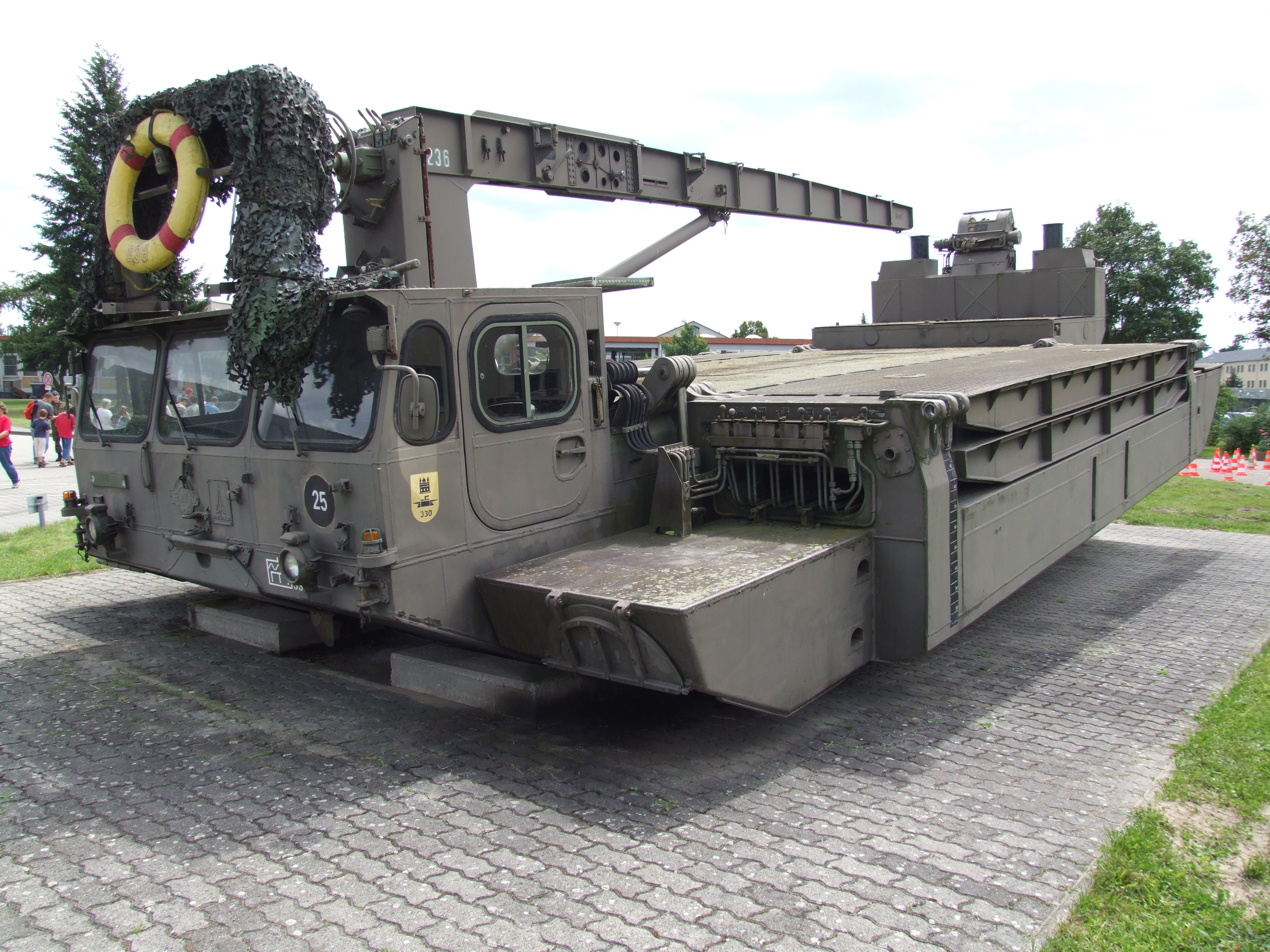
M2 im Zustand „Wasserfahrt“ – die Brückenrampen sind eingelegt, die Räder eingezogen. Rechts vorn neben der Tür befinden sich die Steuerhebel für die Rampenzylinder. Der Kran befindet sich in Arbeitsstellung.

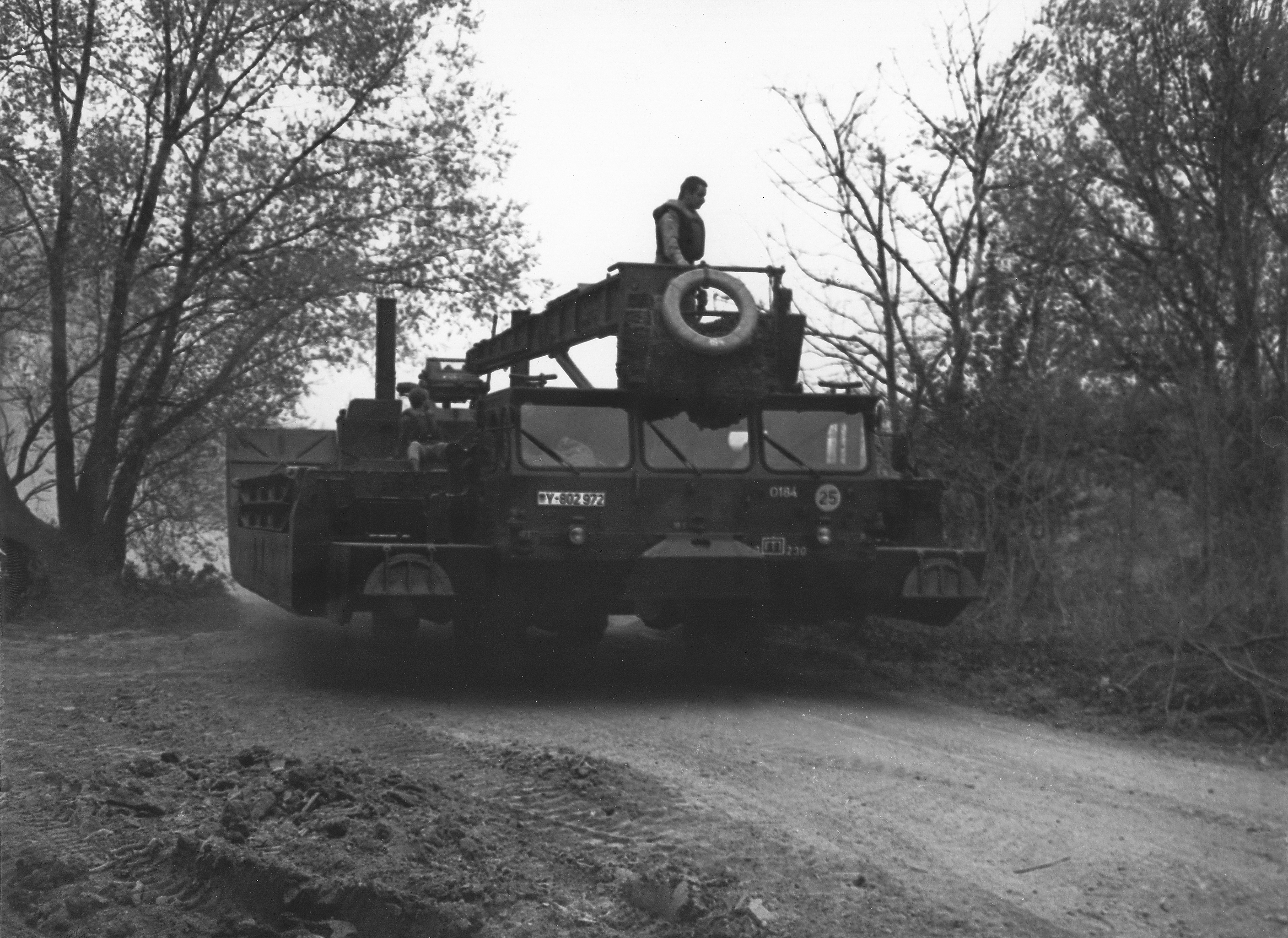
Amphibisches Brücken- und Übersetzfahrzeug M2, einsatzbereit auf dem Weg zur Übersetzstelle (Großmehring bei Ingolstadt, Lehrübung Hamburg 1984)

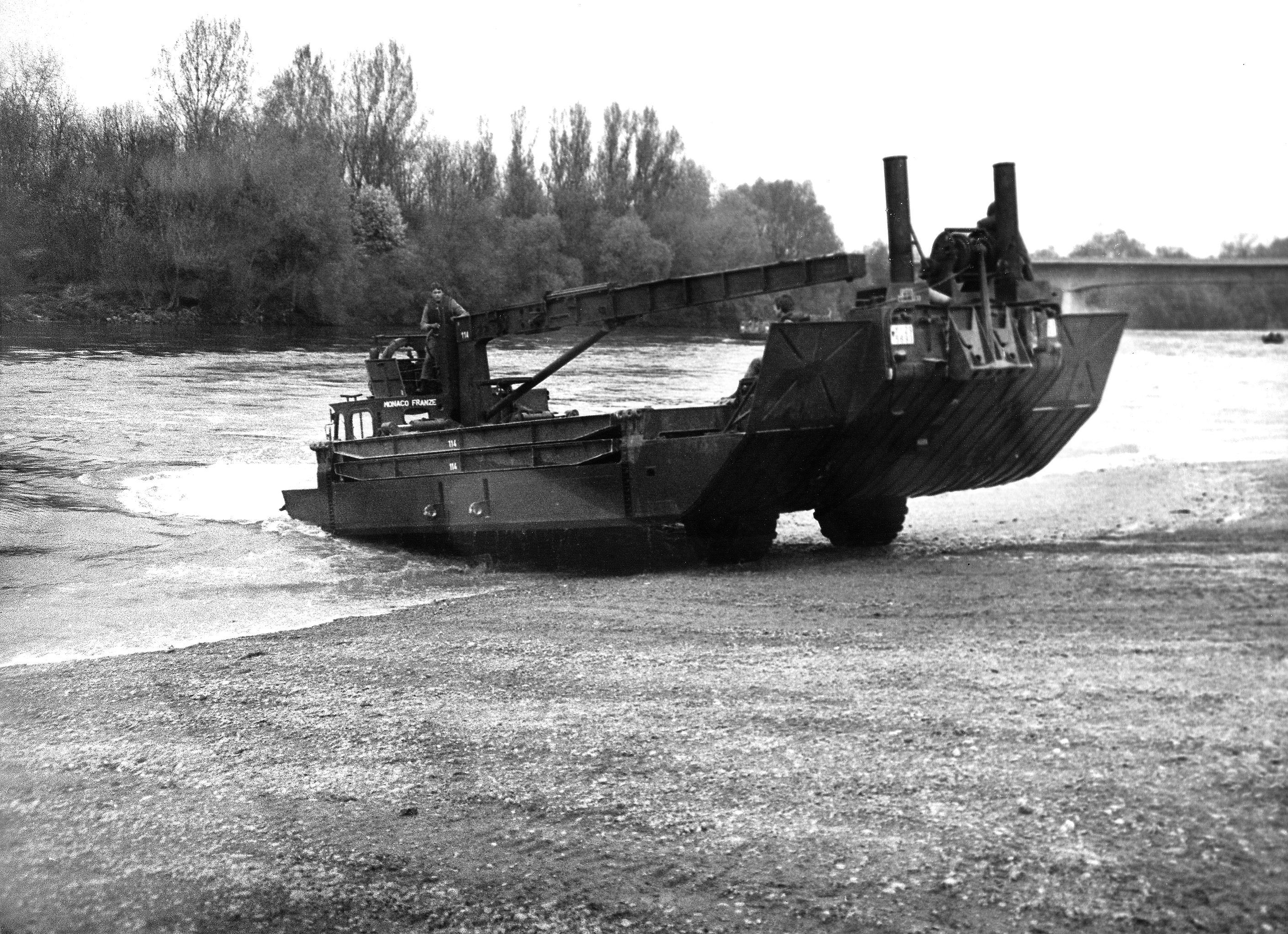
M2 im Einsatz (Großmehring bei Ingolstadt, Lehrübung Hamburg 1984)

Das Amphibische Brücken- und Übersetzfahrzeug M2 „Alligator“ (im täglichen Sprachgebrauch kurz „Amphibie“ genannt) war ein Pioniergerät der Bundeswehr, das auch von den Streitkräften in Großbritannien und Singapur genutzt wurde.
Nachdem sich bei der Aufstellung der Bundeswehr das zur Verfügung stehende Brücken- und Übersetzgerät als sehr schwerfällig zu handhaben herausgestellt hatte, ergingen Forderungen an die Industrie, Abhilfe zu schaffen. Man wollte eine Art schnelle Eingreiftruppe installieren, um Übergänge über breitere Gewässer mit Hilfe hochmobilen Brückengeräts möglichst flexibel durchführen zu können. Die Entscheidung fiel auf das von der Firma Eisenwerke Kaiserslautern (heute General Dynamics Land Systems) seit 1958 entwickelte amphibische Fahrzeug M2. Die von dem Konkurrenzkonsortium MAN/Krupp vorgestellte Version M1 war wegen gravierender technischer Probleme abgelehnt worden.
Es wurden insgesamt 235 Fahrzeuge gefertigt, von denen die Bundeswehr in den Jahren 1967–1970 insgesamt 114 Exemplare erhielt. Davon wurden jeweils 36 Geräte einem der drei amphibischen Pionierbataillone der Korps (AmphPiBtl 130 in Minden, AmphPiBtl 230 in Ingolstadt und AmphPiBtl 330 in Speyer) zugeteilt. Die einzelnen Bataillone verfügten somit über eine Kapazität von 183 m Schwimmbrücke mit der Militärischen Lastenklasse (MLC) 60 (54,4 t Tragfähigkeit), die ausreichend war, um den Brückenlegepanzer M48 aufzunehmen, der damals das schwerste Fahrzeug der Bundeswehr darstellte.
Die letzten Fahrzeuge wurden im Jahre 1982 der System-Hauptinstandsetzung zugeführt. Bis 1996 erfolgte die Ausmusterung und der Ersatz durch die Amphibie M3.

## Anwendungsmöglichkeiten
Neben der (theoretisch) endlos verlängerbaren Schwimmbrücke konnte auch Fährbetrieb durchgeführt werden. In diesem Fall gab es die drei Möglichkeiten der Einzelfähre (Tragfähigkeit 8 t), der Doppelfähre (Tragfähigkeit 25 t) und der Dreifachfähre (Tragfähigkeit 60 t). Je nach Platzbedarf wurde die Zweifach- und Dreifachfähre eng- oder weitgekuppelt – d. h. zwischen den beiden Fahrzeugen (bzw. zwischen den beiden äußeren und dem mittigen Fahrzeug) wurden die Rampenkörper eingelegt (weit) oder weggelassen (eng). Zum Betrieb der Mehrfachfähre ging die Kommandogewalt vom Fahrzeugführer auf einen Fährenführer über. Pro Kompanie konnten somit zwölf Einzelfähren, oder sechs Zweifachfähren oder vier Dreifachfähren betrieben werden. Im Schwimmbrückenbetrieb konnte die Kompanie 63 Meter überbrücken. Der Einsatz ohne Verankerung war hier jedoch nur bis zu einer Strömungsgeschwindigkeit von 3 m/s möglich. Die Maximalbelastung lag bei MLC 60.

### Einsatz mit zusätzlichen Rampenabschnitten

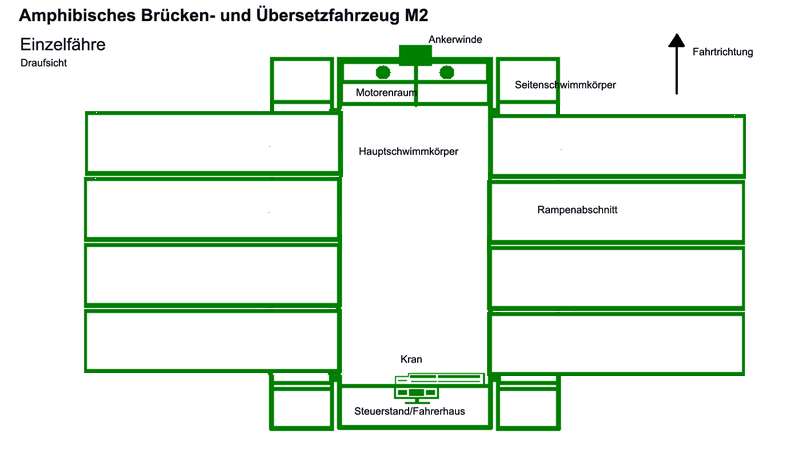
Einfachfähre
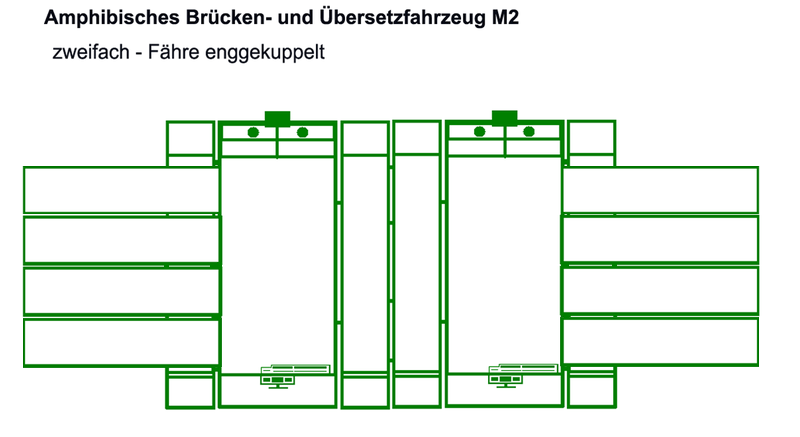
Zweifachfähre – enggekuppelt
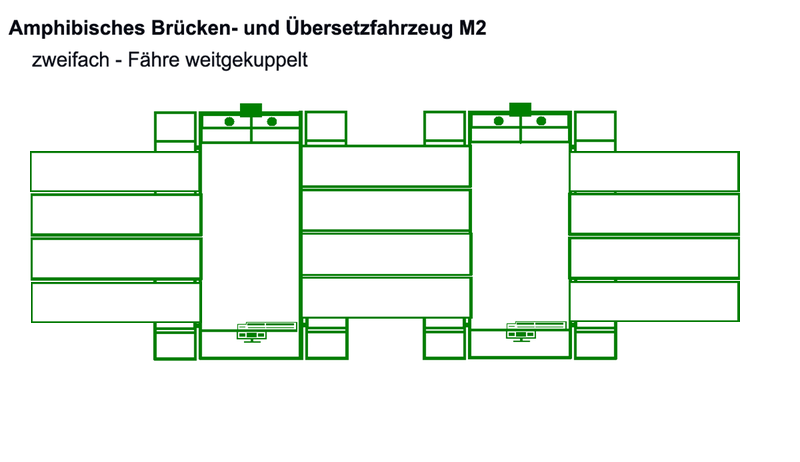
Zweifachfähre – weitgekuppelt
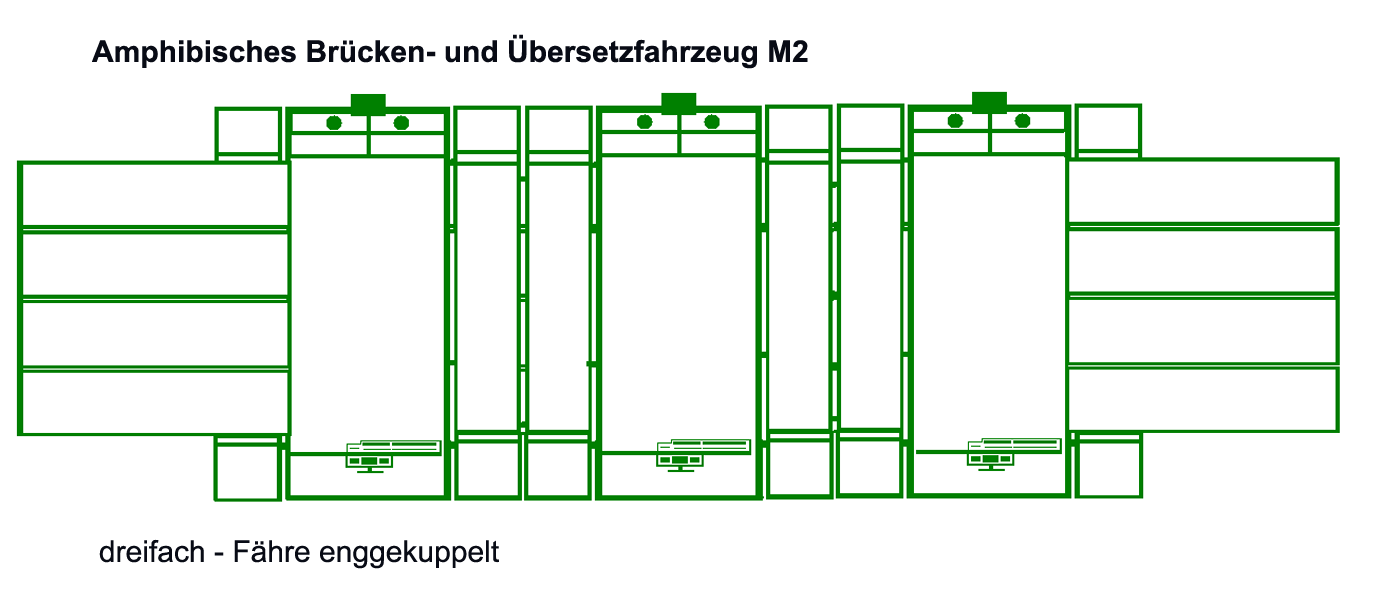
Dreifachfähre – enggekuppelt
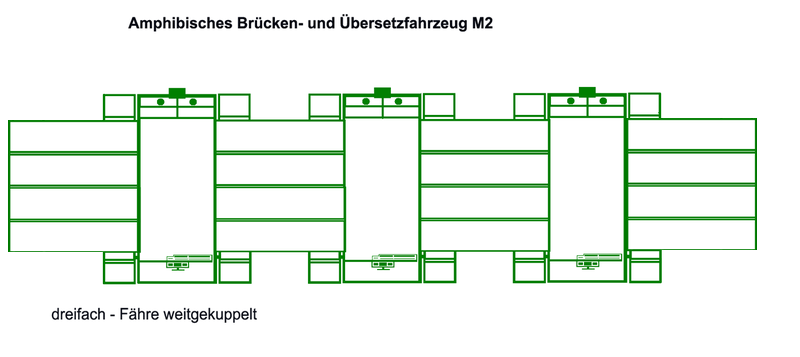
Dreifachfähre – weitgekuppelt
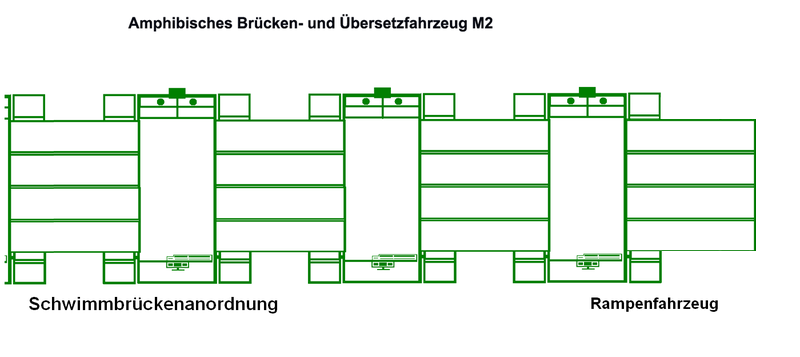
Brückenanordnung. Rechts Fahrzeug mit Auffahrrampe

### Einsatz ohne zusätzliche  Rampenabschnitte

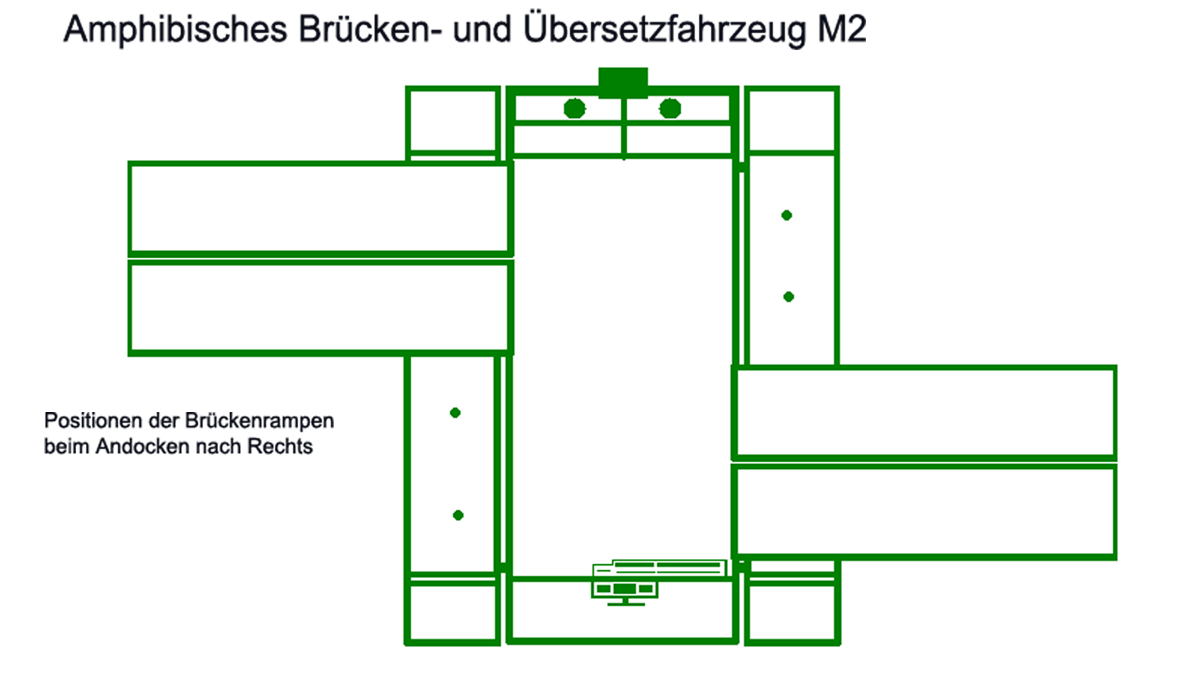
Position der Brückenrampen beim Fähren- oder Brückenbau. Andocken nach rechts
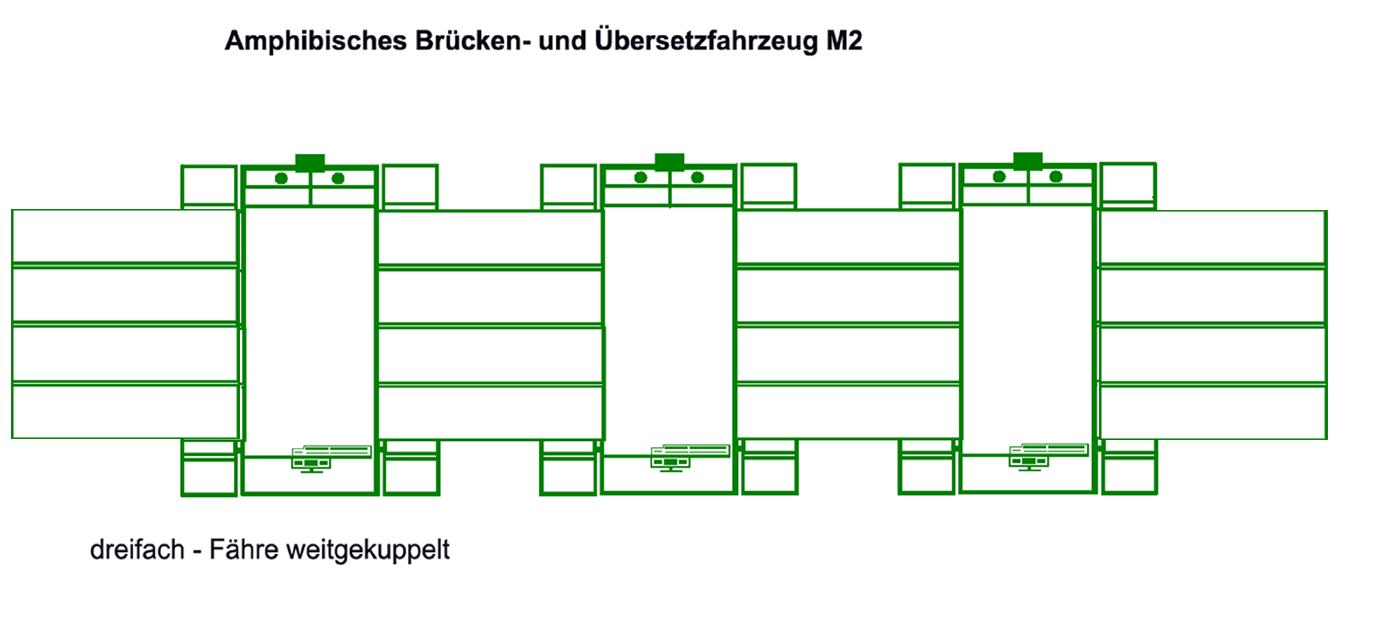
Fährbetrieb Dreifach weit
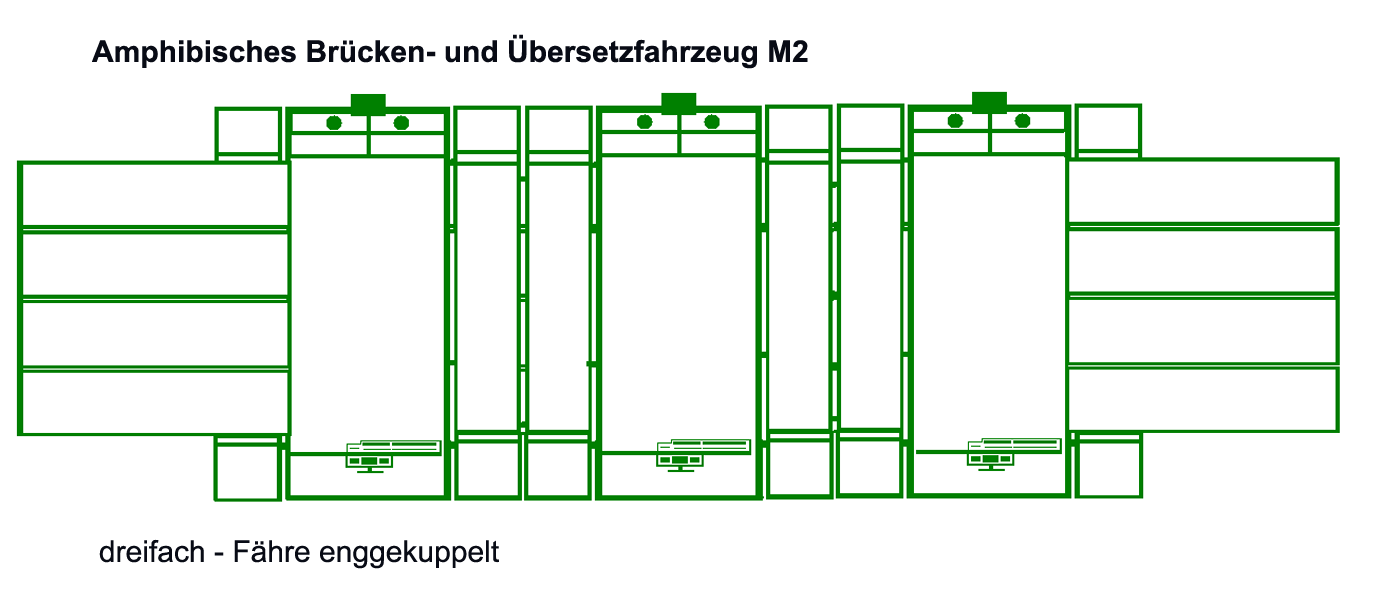
Fährbetrieb Dreifach eng
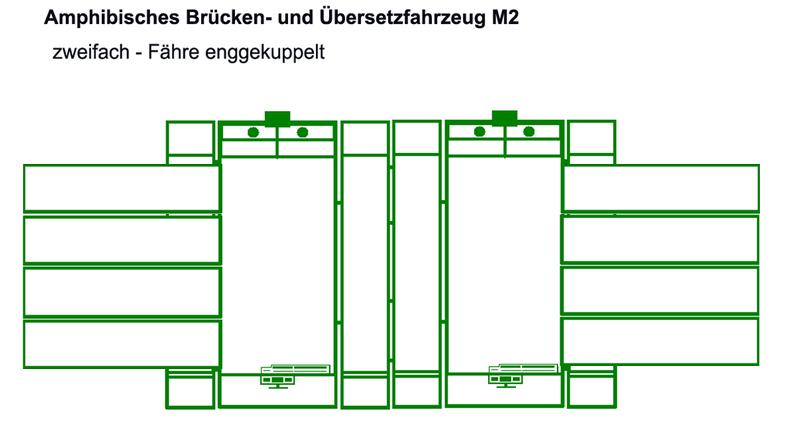
Fährbetrieb Zweifach eng
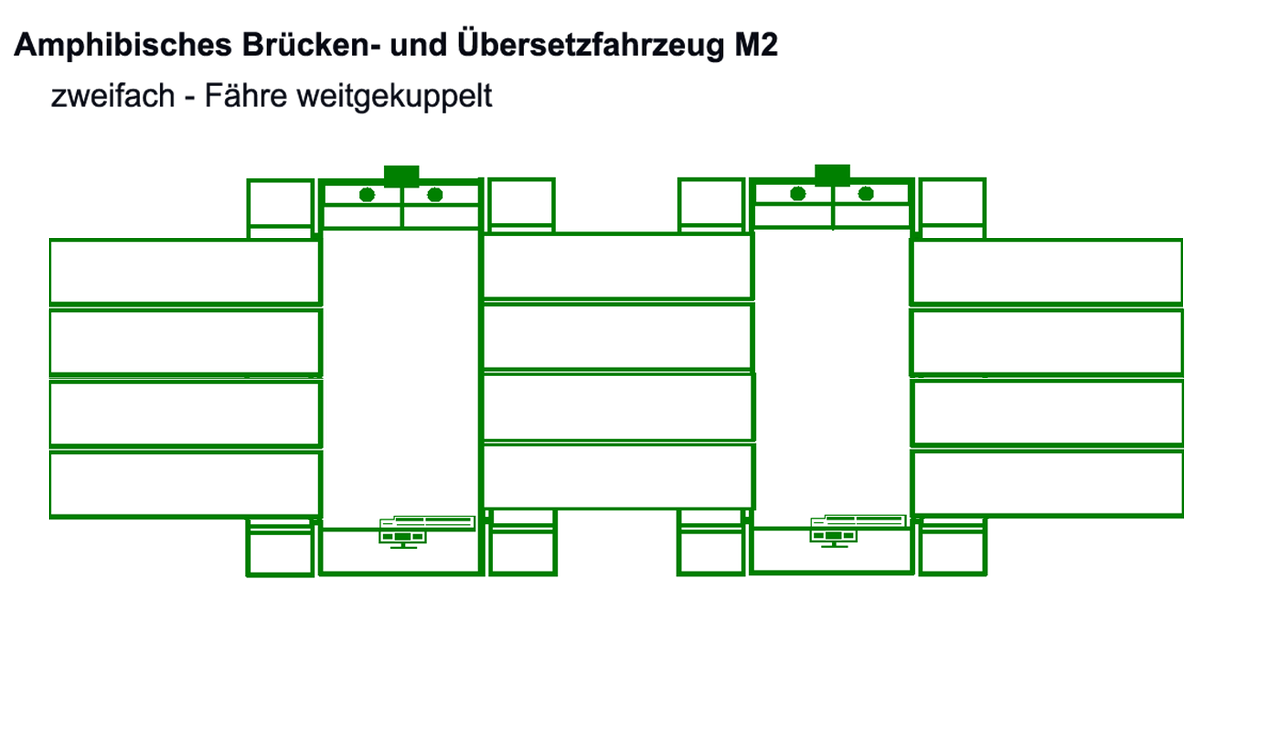
Fährbetrieb Zweifach weit

Die zusätzlich benötigten Rampenteile wurden auf Anhängern nachgeführt.

## Technische Beschreibung
Es handelte sich um ein Fahrzeug in Aluminiumbauweise, bestehend aus einem Hauptschwimmkörper und zwei halb so breiten Seitenschwimmkörpern. Bei Straßenfahrt lagen diese hochgeklappt mit der Oberseite nach unten auf dem Hauptschwimmkörper auf. Die Klappbewegung erfolgte über hydraulische Zylinder und ein Gelenk. Unter dem Steuerstand des Hauptschwimmkörpers befand sich ein Ruderpropeller, der den Hauptantrieb und die Steuerung des Fahrzeuges auf dem Wasser übernahm. Zusätzlich war jeder Seitenschwimmkörper mit einem kleineren und starren Propeller ausgestattet. Diese beiden wurden über den zweiten Motor angetrieben. Nachdem die Seitenschwimmkörper nach dem Ausschwenken die Endposition erreicht hatten, wurden sie mit je zwei Bolzen arretiert; diese Bolzen griffen durch die Bohrungen von zwei Laschen, die in Aussparungen im Hauptschwimmkörper eingeführt wurden. Gleichzeitig wurde über Zahnsegmente die Kraftverbindung vom Getriebe zu den beiden Propellern hergestellt.

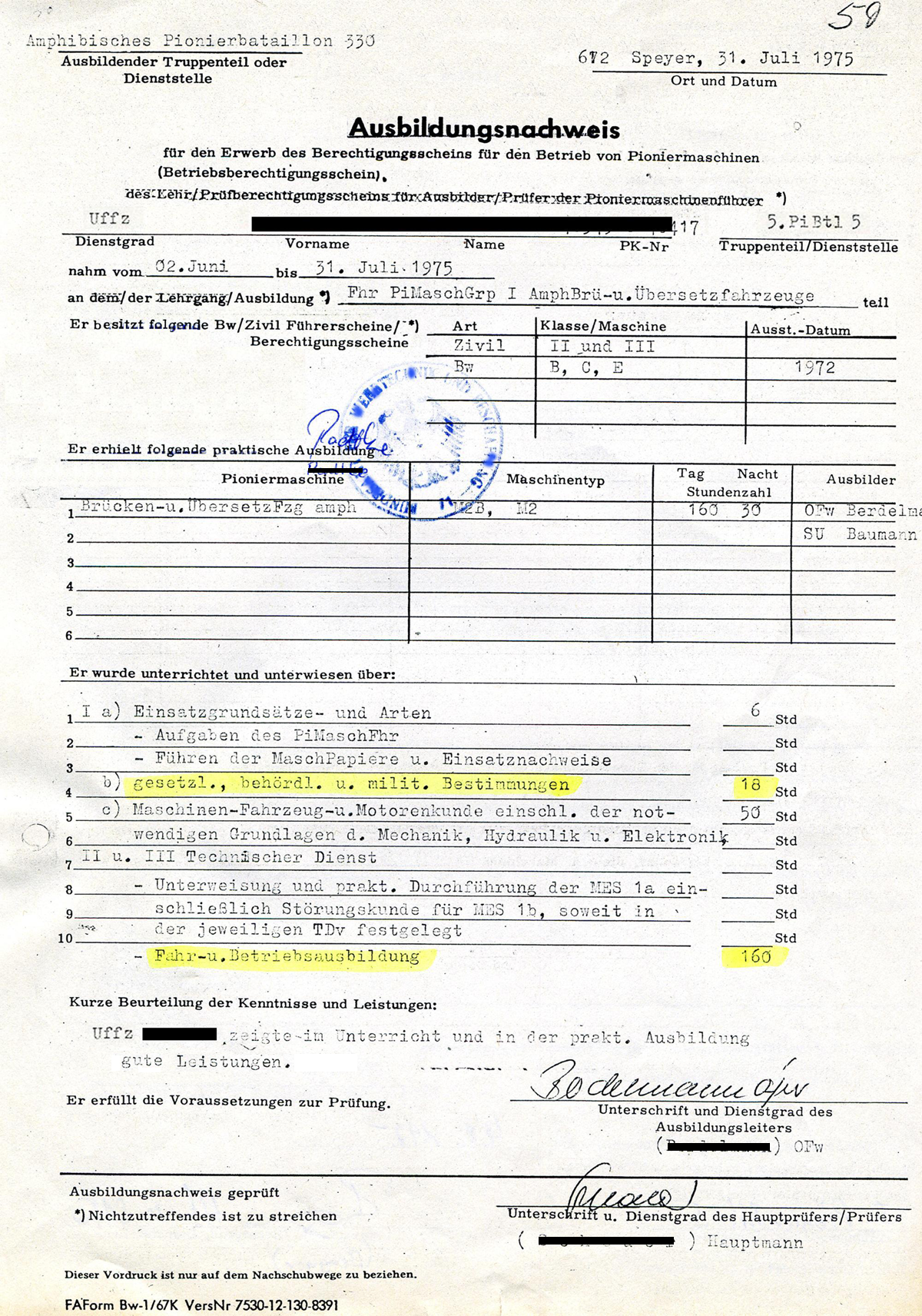
Ausbildungsnachweis zum Erwerb des Betriebsberechtigungsscheins der M2

Vor dem Steuerstand des Wasserfahrers war ein mechanischer Kran zum Positionieren der Rampenteile befestigt. Der Kranarm war 7,2 m lang, die max. Traglast betrug 600 kg.
Das Fahrzeug verfügte über eine Feuerlöschanlage und hydraulische Niveauregulierung.
Die Rampen (vier pro Fahrzeug) wurden mit dem Kran aus ihrer Lagerung gehoben und um 90 Grad gedreht am Seitenrand des Hauptschwimmkörpers mit Bolzen befestigt (Scharniersystem). Die Anordnung der Rampen geschah nach Bedarf, es waren auf jeder Seite vier Positionen möglich. Unter jedem Rampenteil befand sich ein hydraulischer Zylinder im Seitenschwimmkörper, mit dem die Rampen gehoben und gesenkt werden konnten.
Ein Motor trieb den Ruderpropeller, der andere die beiden Seitenpropeller an. Beide konnten unabhängig voneinander betrieben werden, jedoch ließ sich das Fahrzeug ohne Ruderpropeller nicht steuern. Die beiden Antriebswellen für die Seitenpropeller liefen jede über ein Schiffswendegetriebe, das elektrisch von vorwärts auf rückwärts umschaltbar war.
Die Türen zur Fahrerkabine konnten wasserdicht verschlossen werden. Im Dach (somit auf dem Boden des Steuerstandes) befanden sich zwei Notausstiegsluken. Die Kommunikation zwischen dem Landfahrer und dem Wasserfahrer (beide Positionen waren jedoch nur bei Gewässerein- und -ausfahrten gleichzeitig besetzt) fand über ein Sprachrohr statt.
Bei Straßenfahrt wurde nur jeweils einer der beiden Motoren genutzt. (Beide konnten auf die Antriebswelle gekuppelt werden, jedoch nicht gleichzeitig.) Welcher Motor verwendet wurde, hing in der Regel von der jeweils erreichten Betriebsstundenzahl ab.
Im Hauptschwimmkörper befanden sich zwei Lenzpumpen, eine im Aggregateraum und eine im Führerhaus. Die Seitenschwimmkörper waren nicht mit Lenzpumpen bestückt, da sie zum Auftrieb des unbelasteten Fahrzeuges nicht notwendig waren. Der Hauptschwimmkörper genügte, um das Fahrzeug auch bei vollgelaufenen Seitenschwimmkörpern noch über Wasser und manövrierfähig zu halten.

## Betrieb
Zum Betrieb des Fahrzeuges waren vier Soldaten erforderlich:
- ein Unteroffizier[4] oder älterer Hauptgefreiter[5] als Fahrzeugführer und Wasserfahrer (BBS[6] und Fahrerlaubnis Klasse C erforderlich)
- ein Hauptgefreiter oder älterer Gefreiter[7] als Kraftfahrer und Kranbediener
- zwei Soldaten als Helfer

Durch die ungefügen Dimensionen des Fahrzeuges konnte man bei Straßenfahrt nur auf erfahrene Kraftfahrer zurückgreifen. Die Überbreite, die schwammige Fahrweise, die hohe Sitzposition, dazu die schlechte Sicht durch die kleinen Seitenfenster stellten an den Fahrer insbesondere auf Landstraßen die höchsten Anforderungen. Im Gelände schaukelte das Fahrzeug sehr stark.
Zur Fahrt auf dem Wasser mussten zunächst einige Umrüstungen vorgenommen werden. Das Fahrzeug wurde mit der Fahrerkabine in Richtung Wasser aufgestellt. Danach wurden die Seitenschwimmkörper ausgeklappt und verriegelt, die Schwallbleche aufgestellt und die Verlängerungen der Abgasrohre herausgezogen. Sollte Platz genug vorhanden sein, konnten auf Befehl die Brückenrampen bereits an Land gesetzt werden. Nachdem das Fahrzeug die Grundberührung verloren hatte, kuppelte der Landfahrer aus und zog die Räder ein. Er verließ dann das Fahrerhaus und bediente den Kran und die Hebel der Rampenhydraulik. Bevor der eigentliche Auftrag beginnen konnte, musste der Wasserfahrer das Fahrzeug zunächst in die gewünschte Richtung drehen.
Die Geschwindigkeit, mit der zu Wasser gefahren wurde, war nicht festgelegt und in der Praxis von der vorherrschenden Außentemperatur abhängig. Je wärmer es war, umso schneller wurde gefahren, um dem auf dem Fahrerhaus stehenden Wasserfahrer eine Abkühlung zu gönnen.
Zum Zusammenfahren mehrerer Fahrzeuge zu einer weitgekuppelten Fähre oder zum Schwimmbrückenbau setzte das anfahrende Fahrzeug auf der zu kuppelnden Seite die beiden Rampen nach hinten und auf der anderen Seite diagonal nach vorn. Es näherte sich dann dem möglichst in der Strömung stillstehenden letzten Fahrzeug in der Reihe von schräg hinten, bis die passende Position erreicht war. Dann wurden die Rampen von den beiden Landfahrern abgesenkt und von den Helfern verbolzt.
Nach dem Setzen der Rampen wurde der Kranarm in der Mitte entriegelt und horizontal eingeklappt. Danach wurde er nach rechts weggedreht und in dieser Position festgesetzt.
Bei geschickter Anwendung von Ruderpropeller und Hilfspropeller war Schrägfahrt, Fahrt zur Seite und auch ein Wenden auf der Stelle ohne weiteres möglich.
Das Verlassen des Wassers erfolgte (straßenseitig und vom Landfahrer aus gesehen) mit dem Heck voran. Der Landfahrer brachte dazu die Räder wieder in Straßenfahrposition, legte den Rückwärtsgang ein und wartete, bis das Fahrzeug Grundberührung hatte, um dann die Amphibie an Land zu fahren. Da er während dieser Prozedur jedoch nicht sehen konnte, wohin er fuhr, war er auf die Anweisungen des Kommandanten angewiesen. Dieser teilte ihm die entsprechenden Kurskorrekturen durch das Sprachrohr mit.

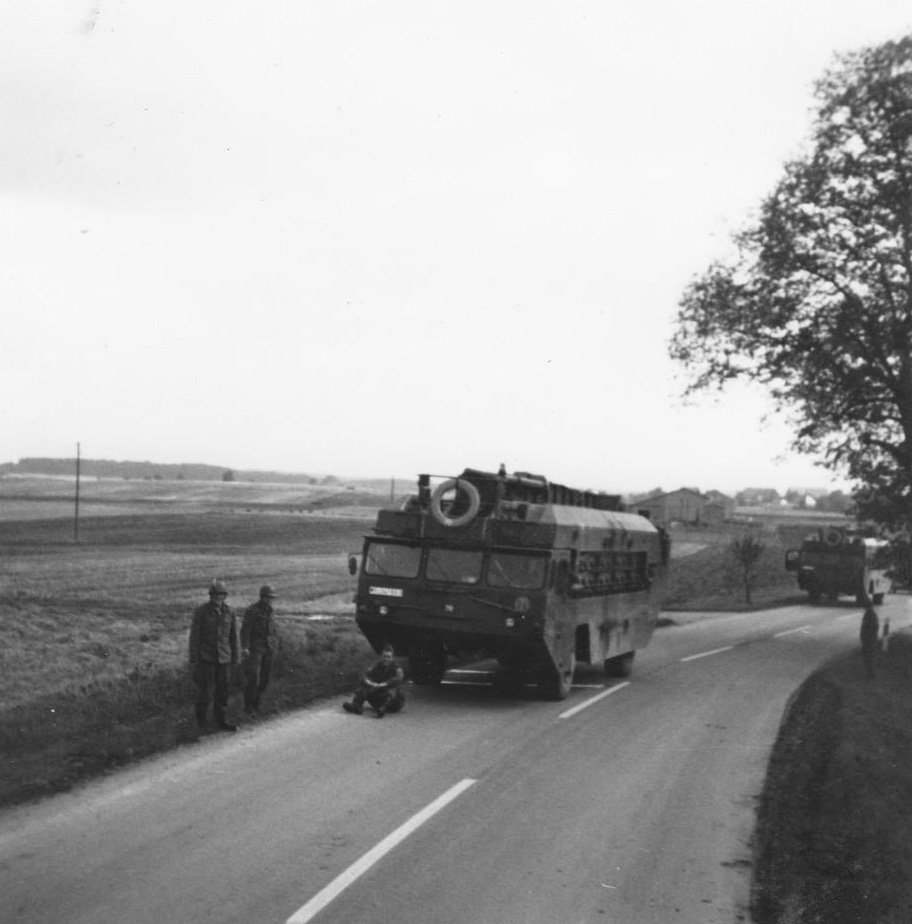
Technischer Halt bei Straßenfahrt (September 1968)

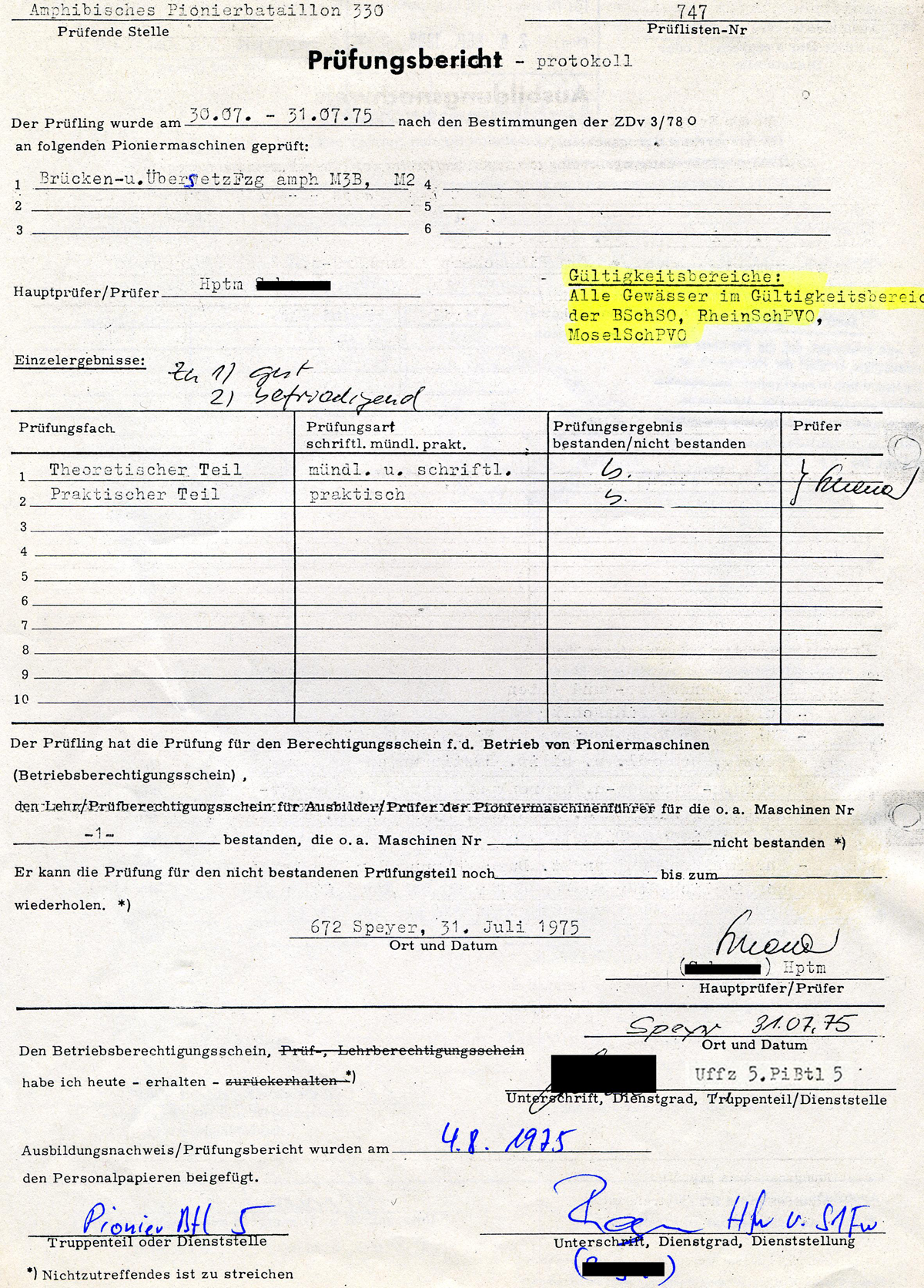
Prüfbericht Betriebsberechtigungsschein

## Bauzeiten
- Fähre: 4 bis 10 min
- 100 m Brücke: 15 bis 20 min

## Technische Daten
| M2 und M2B                                 | M2 und M2B                                           |
| ------------------------------------------ | ---------------------------------------------------- |
| Hersteller                                 | EWK / KHD                                            |
| Nutzungsdauer                              | 1967–1996                                            |
| Gewicht                                    | 21.500 kg (MLC 23)                                   |
| Länge                                      | 11,3 m                                               |
| Breite                                     | 2,99 m                                               |
| Höhe                                       | 3,58 m                                               |
| Bodenfreiheit                              | 200–840 mm                                           |
| Motor                                      | 2 × KHD F8L714A Mehrstoff – je 130,9 kW bei 2300/min |
| Getriebe                                   | ZF S-6-55                                            |
| Nebenabtrieb                               | ZF Z-65                                              |
| Breite mit Seitenschwimmkörper ausgeklappt | 5,87 m                                               |
| Breite mit gesetzten Rampen                | 14,16 m                                              |
| Radstand                                   | 5,35 m                                               |
| Spurweite vorn                             | 2,13 m                                               |
| Spurweite hinten                           | 2,16 m                                               |
| Geschwindigkeit an Land max                | 60 km/h                                              |
| Geschwindigkeit auf dem Wasser max         | 15 km/h                                              |
| Kraftstoffvorrat                           | 500 Liter                                            |